# Dysmicoccus mcdanieli
Dysmicoccus mcdanieli är en insektsart som först beskrevs av Jason Hollinger 1917.  Dysmicoccus mcdanieli ingår i släktet Dysmicoccus och familjen ullsköldlöss. Inga underarter finns listade i Catalogue of Life.